# فیلیپا بوینس
فیلیپا بوینس (انگلیسی: Philippa Boyens) یک فیلم‌نامه‌نویس اهل نیوزیلند است. وی از سال ۲۰۰۱ میلادی تا کنون مشغول فعالیت بوده‌است.
وی بابت نگارش فیلم‌نامهٔ بازگشت پادشاه، به همراه فرن والش و پیتر جکسون برندهٔ جایزه اسکار بهترین فیلم‌نامه اقتباسی شد.

## گزیدهٔ آثار

### فیلم‌نامه‌نویس
- هابیت: نبرد پنج سپاه (۲۰۱۴)
- هابیت: برهوت اسماگ (۲۰۱۳)
- هابیت: یک سفر غیرمنتظره (۲۰۱۲)
- استخوان‌های دوست‌داشتنی (۲۰۰۹)
- کینگ کونگ (۲۰۰۵)
- بازگشت پادشاه (۲۰۰۳)
- دو برج (۲۰۰۲)
- ارباب حلقه‌ها: یاران حلقه (۲۰۰۱)

### تهیه‌کننده
- هابیت: نبرد پنج ارتش (۲۰۱۴)
- هابیت: برهوت اسماگ (۲۰۱۳)
- هابیت: یک سفر غیرمنتظره (۲۰۱۲)
- استخوان‌های دوست‌داشتنی (۲۰۰۹)
- منطقه ۹ (۲۰۰۹)
- کینگ کونگ (۲۰۰۵)